# 西川大和
西川 大和（にしかわ やまと、2002年12月6日 - ）は、日本の男性総合格闘家。北海道札幌市出身。西川道場所属。第14代修斗世界ライト級王者。修斗史上最年少の世界王者。

## 来歴
佐山聡門下生として大宮のスーパータイガージムに通っていた父・武彦のもと、幼少期から「1日100本の木登り」「20kgの錘を背負いながら2～3kmの道程を裸足で歩く」「水流に逆らって川の中を歩く」といった独自のトレーニングで足腰を鍛えた。親子二人三脚で鍛錬に励む姿は周囲の注目を集め、北海道新聞やABCテレビ『探偵!ナイトスクープ』などのメディアでも取り上げられたことがある。
小学生時代から山本喧一がプロデュースする格闘技イベント・PFC（Pound 4 Pound Championship）で総合格闘技の試合経験を積み、TOP FC、GRACHAN、Fighting Nexus、シュートボクシングなどを経て、2020年から修斗に参戦した。

### 修斗
2021年5月16日、修斗世界ライト級ランキング1位の大尊伸光と対戦し、2Rに三角絞めで一本勝ち。
2021年9月20日、修斗世界ライト級チャンピオンシップで王者の川名TENCHO雄生と対戦し、5Rにガードポジションからの肘打ちでドクターストップに追い込みTKO勝ち。修斗史上最年少となる18歳での王座獲得に成功した。
2021年11月6日、VTJ 2021で菅原和政と対戦し、1Rにリアネイキッドチョークで一本勝ち。試合後のマイクで解説を担当していた青木真也との対戦をアピールし、ケージに乱入した青木と乱闘騒ぎを繰り広げた。
2022年3月21日、ウェルター級に階級を上げて修斗世界ウェルター級ランキング3位の山田崇太郎と対戦し、3Rに腕ひしぎ十字固めで一本勝ち。試合後のマイクで外国人選手とのタイトルマッチやRIZINへの参戦を要望した。
2022年9月19日、元HEAT MMAライト級王者の草・MAXと対戦し、3-0の判定勝ち。草・MAXの三日月蹴りが腹に入って西川がうずくまったように見えるシーンがあったがレフェリーは金的と判断してインターバルをとった。そのため相手の草・MAXが試合後に自分が勝っていたのではないかという不満から修斗に抗議をするも試合結果は変わらなかった。

### UFC
2022年10月22日のUFC 280でマゴメド・ムスタファエフと対戦予定だったが、西川とムスタファエフ双方に各種問題が発覚し、解決までに時間を要する状況となったため試合は中止された。

### PFL
2023年3月7日にPFLのレギュラーシーズンライト級参戦を発表した。2023年4月14日、元UFCファイターでプロボクサーでもあるクレイ・コラードと対戦するも、0-3の判定負け。
2023年6月23日、元UFCランカーのシェーン・ブルゴスと対戦し、0-3の判定負け。2連敗となり、プレーオフ進出を逃した。
2024年12月8日、DEEP 123 IMPACTで宇佐美正パトリックと対戦し、2-1の判定勝ち。お互いに決定打はなかったが、パンチの有効打とビッグショットが多くて前に出る宇佐美に対して、3R通してパンチはあまり打たずにガードを固めたままローキックを出し続けた西川が僅差で判定勝ちとなった。判定が出た直後に会場がざわつき続けたり、SNSでも判定結果への不満が多く投稿されるなどして判定が物議を醸した試合となった。

### RIZIN
2025年6月14日、RIZIN LANDMARK 11で堀江圭功と対戦し、1Rにテイクダウンを奪われ、マウント状態からのパウンドでTKO負けを喫した。

## 戦績

### プロ総合格闘技
| 総合格闘技 戦績 | 総合格闘技 戦績 | 総合格闘技 戦績 | 総合格闘技 戦績 | 総合格闘技 戦績 | 総合格闘技 戦績 | 総合格闘技 戦績 |
| --------------- | --------------- | --------------- | --------------- | --------------- | --------------- | --------------- |
| 34 試合         | (T)KO           | 一本            | 判定            | その他          | 引き分け        | 無効試合        |
| 22 勝           | 14              | 4               | 5               | 0               | 6               | 0               |
| 6 敗            | 3               | 0               | 3               | 0               | 6               | 0               |

| 勝敗 | 対戦相手             | 試合結果                                    | 大会名                                                                                | 開催年月日     |
| ×    | 堀江圭功             | 1R 4:40 TKO（パウンド）                     | RIZIN LANDMARK 11                                                                     | 2025年6月14日  |
| ○    | 宇佐美正パトリック   | 5分3R終了 判定2-1                           | DEEP 123 IMPACT                                                                       | 2024年12月8日  |
| ×    | シェーン・ブルゴス   | 5分3R終了 判定0-3                           | PFL 6: 2023 Regular Season                                                            | 2023年6月23日  |
| ×    | クレイ・コラード     | 5分3R終了 判定0-3                           | PFL 3: 2023 Regular Season 【2023年PFLライト級トーナメント・レギュラーシーズン1回戦】 | 2023年4月14日  |
| ○    | 草・MAX              | 5分3R終了 判定3-0                           | 修斗 PROFESSIONAL SHOOTO 2022 Vol.6                                                   | 2022年9月19日  |
| ○    | チェ・ジウン         | 1R 5:00 TKO（グラウンドパンチ）             | 修斗 北海道大会                                                                       | 2022年6月5日   |
| ○    | 山田崇太郎           | 3R 4:10 腕ひしぎ十字固め                    | 修斗 PROFESSIONAL SHOOTO 2022 Vol.2                                                   | 2022年3月21日  |
| ○    | 菅原和政             | 1R 3:40 リアネイキッドチョーク              | VTJ 2021                                                                              | 2021年11月6日  |
| ○    | 川名TENCHO雄生       | 5R 0:43 TKO（出血によるドクターストップ）   | 修斗 PROFESSIONAL SHOOTO 2021 Vol.6 【修斗世界ライト級チャンピオンシップ】            | 2021年9月20日  |
| ○    | 大尊伸光             | 2R 4:53 三角絞め                            | 修斗 PROFESSIONAL SHOOTO 2021 Vol.3                                                   | 2021年5月16日  |
| ○    | マックス・ザ・ボディ | 2R 3:23 TKO（パウンド）                     | 修斗 PROFESSIONAL SHOOTO 2021 開幕戦                                                  | 2021年1月31日  |
| ○    | 林RICE陽太           | 2R 4:35 TKO（パウンド）                     | 修斗 PROFESSIONAL SHOOTO 2020 Vol.8 最終戦 in OSAKA                                   | 2020年12月20日 |
| ○    | 椿飛鳥               | 1R 3:23 三角絞め                            | 修斗 PROFESSIONAL SHOOTO 2020 Vol.6                                                   | 2020年9月19日  |
| ○    | 木下タケアキ         | 5分2R終了 判定3-0                           | 修斗 PROFESSIONAL SHOOTO 2020 Vol.3 ABEMAテレビマッチ                                 | 2020年5月31日  |
| ○    | 青龍                 | 1R 1:32 KO（右ハイキック）                  | PFC やれんのか! 2019                                                                  | 2019年12月22日 |
| ○    | バン・ジェヒョク     | 3R 2:48 TKO（パウンド）                     | Fighting NEXUS vol.17 × WAVE 10                                                       | 2019年7月13日  |
| ○    | 竹川光一郎           | 1R 3:15 TKO（出血によるドクターストップ）   | GRACHAN 40 × BFC No.3                                                                 | 2019年6月2日   |
| ○    | 成田佑希             | 5分2R終了 判定2-0                           | PFC.20                                                                                | 2019年4月7日   |
| ×    | 間宮晃仁             | 5分2R終了 判定0-3                           | GRACHAN 37.5 × D-SPIRAL 22                                                            | 2018年12月9日  |
| ×    | 成田佑希             | 2R 3:25 TKO（出血によるレフェリーストップ） | PFC.19                                                                                | 2018年9月16日  |
| △    | 長岡弘樹             | 5分2R終了 判定0-0                           | GRACHAN 35.5                                                                          | 2018年7月16日  |
| ○    | ヨ・スンミン         | 2R 0:52 TKO（右足の負傷）                   | TOP FC 18                                                                             | 2018年5月25日  |
| ×    | ジャン・ジョンヒョク | 1R 3:12 KO（スタンドパンチ連打）            | TFC DREAM 3                                                                           | 2018年3月31日  |
| ○    | ネッツ安藤           | 2R 3:50 TKO（パンチ連打）                   | PFC やれんのか! 2017                                                                  | 2017年12月24日 |
| △    | 大森北斗             | 5分2R終了 時間切れ                          | PFC クラブファイトIII                                                                 | 2017年11月29日 |
| ○    | 新名正啓             | 4R 4:41 TKO（パンチ連打）                   | PFC.18                                                                                | 2017年10月1日  |
| ○    | 渡辺トシキ           | 1R N/A KO（パンチ連打）                     | PFC クラブファイトII                                                                  | 2017年8月6日   |
| ○    | 宮崎恋               | 2R 3:58 TKO（パンチ連打）                   | PFC.17                                                                                | 2017年7月6日   |
| △    | 大森北斗             | 5分2R終了 時間切れ                          | PFC.16                                                                                | 2017年3月5日   |
| ○    | 狂龍                 | 1R 1:15 TKO（パンチ連打）                   | PFC やれんのか! 2016                                                                  | 2016年12月25日 |
| △    | 遠藤来生             | 5分2R終了 時間切れ                          | PFC.15                                                                                | 2016年10月1日  |
| △    | 横関柊               | 5分2R終了 時間切れ                          | PFC.14                                                                                | 2016年7月24日  |
| △    | ジミー西             | 5分1R終了 時間切れ                          | PFC.13                                                                                | 2016年5月15日  |
| ○    | 佐竹匠太             | 1R 4:22 TKO（ドクターストップ）             | PFC.12                                                                                | 2016年3月6日   |

### プロキックボクシング
| キックボクシング 戦績 | キックボクシング 戦績 | キックボクシング 戦績 | キックボクシング 戦績 | キックボクシング 戦績 | キックボクシング 戦績 | キックボクシング 戦績 |
| --------------------- | --------------------- | --------------------- | --------------------- | --------------------- | --------------------- | --------------------- |
| 2 試合                | (T)KO                 | 判定                  | その他                | 引き分け              | 無効試合              |                       |
| 1 勝                  | 0                     | 1                     | 0                     | 0                     | 0                     |                       |
| 1 敗                  | 0                     | 1                     | 0                     | 0                     | 0                     |                       |

| 勝敗 | 対戦相手 | 試合結果       | 大会名                  | 開催年月日    |
| ×    | 緑川創   | 3R終了 判定0-3 | Road to ONE: 2nd        | 2020年4月17日 |
| ○    | 坂本優起 | 3R終了 判定2-0 | SHOOT BOXING 2019 act.4 | 2019年9月28日 |

### アマチュア総合格闘技
| 勝敗 | 対戦相手   | 試合結果                 | 大会名               | 開催年月日     |
| △    | 若松たつき | 5分1R終了 時間切れ       | PFC.7                | 2014年8月31日  |
| ×    | 山本空良   | 1R 2:08 アキレス腱固め   | PFC.6                | 2014年6月15日  |
| ×    | 山本空良   | 1R 2:46 腕ひしぎ十字固め | PFC.5                | 2014年4月20日  |
| ×    | 野中拓都   | 1R 2:30 V1アームロック   | PFC やれんのか! 2013 | 2013年12月29日 |
| ×    | 山本空良   | 1R 14:13 反則            | PFC.3                | 2013年11月3日  |

## 獲得タイトル
- 第3代PFCライト級王座（2017年）
- 第14代修斗世界ライト級王座（2021年）